# Pseudoligoxystre bolivianum
Pseudoligoxystre bolivianum é uma espécie de aranha pertencente à família Theraphosidae (tarântulas).